# Los Encinos, Ixhuatlán del Sureste
Los Encinos är en ort i Mexiko.   Den ligger i kommunen Ixhuatlán del Sureste och delstaten Veracruz, i den sydöstra delen av landet, 500 km öster om huvudstaden Mexico City. Los Encinos ligger 68 meter över havet och antalet invånare är 109.
Terrängen runt Los Encinos är huvudsakligen platt. Los Encinos ligger uppe på en höjd. Runt Los Encinos är det ganska glesbefolkat, med 31 invånare per kvadratkilometer. Närmaste större samhälle är Coatzacoalcos, 14,3 km norr om Los Encinos. Omgivningarna runt Los Encinos är en mosaik av jordbruksmark och naturlig växtlighet.